# Egri László (költő)
Egri László (Nyírbátor, 1988. május 11. –) költő, író, tanár.

## Életútja
Gyermekkorát a szülővárosához közeli településen, Pócspetriben töltötte. Középiskolai tanulmányait a nagykállói Korányi Frigyes Gimnáziumban végezte. Később a Debreceni Egyetemen szerzett történelem-magyar szakos tanári képesítést. Jelenleg Hajdúszoboszlón él és a költészet mellett tanítással foglalkozik. 2024-től egy hajdúszoboszlói középiskola igazgatója.

## Munkássága
Első irodalmi próbálkozásai tizenéves korára tehetőek. 2012-ben a Karinthy versíró pályázaton II. helyezést ért el alkotásával. 2013-ban jelent meg első verseskötete Pennamorzsák címen. A kötet sikert aratott az olvasók körében. Költeményeiből több városban tartottak felolvasásokat. A művet Év Könyve – Legjobb verseskötet díjra is jelölték. Egri László 2013 óta a Polikróm online művészeti folyóirat alapító-főszerkesztője. 2013 májusa óta a Cédrus-díj kurátora. 2013 szeptemberében a Kortárs Költő Liga vezetői feladatainak ellátásával bízták meg. Alkalmanként előadásokat tart a költészet és tehetséggondozás témaköreiben. 2014 januárjában Nyírbátorban Látható költészet címmel nyílt közös kiállítása Komiszár János festőművésszel. 2014 év elején jelent meg Közösségi kóter címet viselő szatirikus kisregénye. A regény röviddel megjelenése után a Bookline és a Líra E-könyv toplisták első helyére ugrott. Az írásműből 2016-ban színdarabot készítettek. 2014 áprilisában egy művészeti portál beválasztotta a Legbefolyásosabb fiatal írók TOP 10-es listájára. Hajdúszoboszlón slam poetry kört hozott létre. 2015 tavaszán Lapra magyar! néven szervezett jótékony könyvgyűjtést. 2015 májusában Világmező címmel jelent meg verseskötete. 2015 szeptemberében dedikált könyvritkaság gyűjteményéből nyílt kiállítás Hajdúszoboszlón. 2016-ban a Pécsi Tudományegyetemen nagyszabású irodalmi estet rendeztek munkáiból Pennával érkeztem címmel. 2016-ban Fiatal Költők Kulturális Követe címet kapott. 2016 decemberében jelent meg Szúnyog Szabi címet viselő verses mesekönyve, amely kedvező fogadtatást kapott az olvasóktól. Az alkotás több irodalmi sikerlistán is előkelő helyezéseket ért el. 2017 júniusában Egri László Művészetpártoló díjat vehetett át Székesfehérváron. 2017 év végén elnyerte az Év Fiatal Művésze díjat. 2018-ban történelmi regénnyel jelentkezett, amely a Patrióta címet viseli. A szépirodalmi mű 2018 áprilisában dobogós helyezéseket ért el a könyváruházak olvasói toplistáin. 2018 júliusában Egri Lászlót a Petőfi Költői Társulat örökös dísztagjává választották. 2019 februárjában újabb verseskötete jelent meg Vésetek címen. A könyv pár hónappal a megjelenését követően szép eredményeket ért el különböző irodalmi sikerlistákon. 2019 októberében hagyományteremtő céllal kezdeményezte, hogy november 12. az irodalmi szervezetek napjává váljon. Társszerzőként részt vett a 2020 februárjában megjelent Ki volt Bieliczky Joó Sándor című tanulmánykötet elkészítésében. Történettudományi, irodalmi és pedagógiai témájú tanulmányok és recenziók írásával is foglalkozik.  Versei jelentek meg a Holdkatlan, a Martinus, a Napkelet, a Szókimondó és a Hajdútánc folyóiratokban, illetve a Dió irodalmi magazinban.
 Egri László Bieliczky Joó Sándor (1929-1983) költő munkásságának egyik legjelentősebb kutatója.

## Szervezeti tagságai
- Irodalmi Rádió, tag
- Magyar Történelmi Társulat, tag
- Magyar Irodalomtörténeti Társaság, tag

## Díjai
- 2013 – Kultúrtér Blog; Az Év Felfedezettje[52]
- 2016 – Fiatal Költők Kulturális Követe[53]
- 2017 – Művészetpártoló díj
- 2017 – Év Fiatal Művésze
- 2018 – Petőfi Költői Társulat örökös dísztagja

## Könyvei
Pennamorzsák, Publio kiadó, 2013. (versek; ISBN 978-615-5340-08-6)
A kötet 32 költeményt tartalmaz.
A Pennamorzsákban található alkotások: Plágium, Műút, E.L.múlás, Elküzdött levelek, Reggélek, Foszlány, Ó...Ió...Ció...Peroráció, Az éjszaka rabja, Tarka téli tünemény, Paroflám, Vádroham, Haikaron, Curriculum Vitéz, Bordó dal, Fénykoporsó, Palackposta, Így írt ő, Mirage, Fogyatkozás, I am buláns, Ördögárok, Zabla, Epictol@, Posztmodern próféták, Felelet, Szürkeségből szakadó, Szívbillentyű, Egy szó, \(*o*)/, Ennyit kérek tőled én..., 60 robaj
Közösségi kóter, 2014. (regény; ISBN 9789633815854)
Világmező, 2015. (versek; ISBN 9789633971840)
Szúnyog Szabi, 2016. (gyermekversek, ISBN 9789634431220)
Patrióta, 2018. (regény; ISBN 9789634434436)
Vésetek, 2019. (versek; ISBN 9789634436300)

## Tanulmányok, recenziók
- A döblingi remete uralkodóképe a Ferenc József tükörében, In: Szkholion 2009/1.
- Háborús propaganda a Habsburg Monarchiában az I.világháború idején, In: Klió 2012/1.
- Tizenkettedik évfolyamos történelemtankönyvek összehasonlító elemzése, In: Történelemtanítás 2013/1.
- Ausztráliai nők a hadiápolásban, In: Klió 2013/3.
- Az amerikai sajtó reakciója az első világháború kitörésére, In: Klió 2015/4.
- Bieliczky Joó Sándor tájköltészetének főbb jellemzői, In: Szókimondó 2016/8.
- Nyomod van bennem, Bieliczky Joó Sándor szerelmi költészetének értelmezése, In: Szókimondó 2016/12.
- Politikai útkeresés Bieliczky Joó Sándor lírai világában, In: Szókimondó 2017/4.
- Klasszikus és modern művészportrék Bieliczky Joó Sándor lírai alkotásaiban, In: Szókimondó 2017/8.
- Családi kapcsolatok ábrázolása Bieliczky Joó Sándor lírai világában, 2017.
- Vallásos tematika Bieliczky Joó Sándor költészetében, 2017.[55]
- Testi kínok ábrázolása Bieliczky Joó Sándor verseiben, In: Szókimondó 2019/12.[41]

## Pályázatok
Egri László szervezésében lebonyolított országos irodalmi pályázatok:
- Kritikus szemmel[56]
- Bennem él a táj[57]
- Emlékerdő[58]
- Egy estém otthon[59]
- Téli tünemény[60]
- Karant-Ének[61]

## Egyéb
A Zérush.hu hírgyűjtő portál alapítója.